# Daniel Marty
Pour les articles homonymes, voir Marty.
Daniel Marty, né le 22 août 1952 à Vic-en-Bigorre et décédé dans la même ville le 7 mars 1985 d'une crise cardiaque, est un joueur français de rugby à XV.

## Biographie
International athlétisme, champion de France du 110m haies, recordman de France du 200m haies, finaliste championnat d'Europe junior sur 110m haies. International militaire de rugby et sélection en France B.[réf. nécessaire]
Il meurt en 1985.

## Carrière
- US Vic-en-Bigorre[2]
- Stadoceste tarbais
- Stade bagnérais[réf. nécessaire]

## Palmarès
Avec le Stadoceste Tarbais
- Championnat de France de première division :
  - Champion (1) : 1973 en battant l'US Dax en finale à Toulouse.